# Ɛ̃̍
Ɛ̃̍ (minuscule : ɛ̃̍), appelé epsilon tilde ligne verticale, est une lettre latine utilisée dans l’orthographe standardisée des langues du Congo-Kinshasa dont le ngbaka minangende.
Elle est formée de la lettre epsilon avec un tilde suscrit et une ligne verticale.

## Utilisation
En ngbaka minangende, le ‹ ɛ̃̍ › est utilisé dans les ouvrages linguistiques pour représenter la voyelle /ɛ/ nasalisée avec un ton moyen ; la nasalisation est indiquée à l’aide du tilde, et le ton est indiqué à l’aide de la ligne verticale. Dans l’orthographe, le ton est habituellement indiqué uniquement lorsqu’il y a ambigüité.

## Représentations informatiques
L’epsilon tilde ligne verticale peut être représenté avec les caractères Unicode suivants : 
- décomposé (supplément latin-1, alphabet phonétique international, diacritiques)[1],[2],[3] :

| formes    | représentations | chaînes de caractères | points de code       | descriptions                                                                           |
| --------- | --------------- | --------------------- | -------------------- | -------------------------------------------------------------------------------------- |
| capitale  | Ɛ̃̍               | Ɛ◌̃◌̍                   | U+0190 U+0303 U+030D | lettre majuscule latine e ouvert diacritique tilde diacritique ligne verticale en chef |
| minuscule | ɛ̃̍               | ɛ◌̃◌̍                   | U+025B U+0303 U+030D | lettre minuscule latine epsilon diacritique tilde diacritique ligne verticale en chef  |